# Luvunga monophylla
Luvunga monophylla är en vinruteväxtart som först beskrevs av Dc., och fick sitt nu gällande namn av D.J. Mabberley. Luvunga monophylla ingår i släktet Luvunga och familjen vinruteväxter. Inga underarter finns listade i Catalogue of Life.